# Марльяк
Марлья́к (фр. Marliac, окс. Marlhac) — коммуна во Франции, находится в регионе Юг — Пиренеи. Департамент — Верхняя Гаронна. Входит в состав кантона Сентгабель. Округ коммуны — Мюре.
Код INSEE коммуны — 31319.

## География

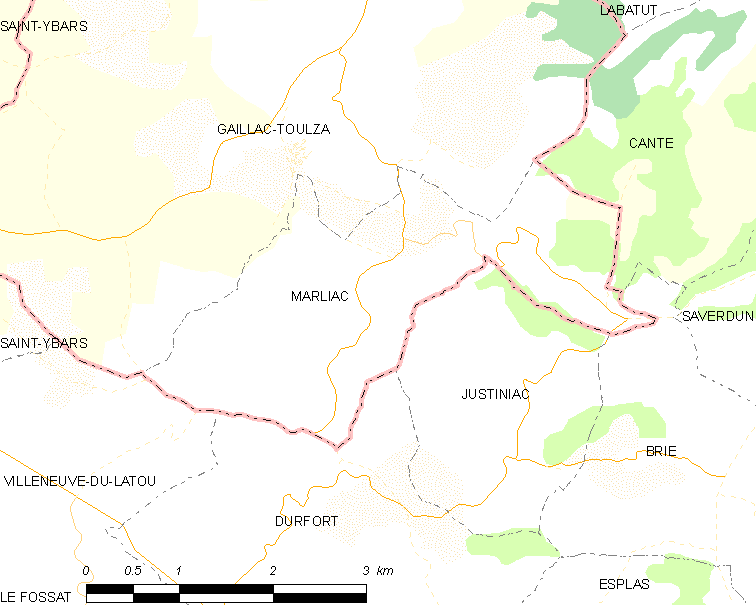
Карта коммуны

Коммуна расположена приблизительно в 630 км к югу от Парижа, в 45 км к югу от Тулузы.

## Климат
Климат умеренно-океанический. Зима мягкая и снежная, весна характеризуется сильными дождями и грозами, лето сухое и жаркое, осень солнечная. Преобладают сильные юго-восточные и северо-западные ветры.

## Население
Население коммуны на 2010 год составляло 122 человека.
| 1962 | 1968 | 1975 | 1982 | 1990 | 1999 | 2010 |
| ---- | ---- | ---- | ---- | ---- | ---- | ---- |
| 111  | 108  | 80   | 85   | 79   | 108  | 122  |

## Администрация
| Период | Период | Фамилия      | Партия                  | Примечания |
| ------ | ------ | ------------ | ----------------------- | ---------- |
| 2001   | 2008   | Серж Дюбо    | Социалистическая партия |            |
| 2008   | 2020   | Пьер-Ив Кайа |                         |            |

## Экономика
В 2010 году среди 72 человек трудоспособного возраста (15—64 лет) 55 были экономически активными, 17 — неактивными (показатель активности — 76,4 %, в 1999 году было 70,4 %). Из 55 активных жителей работали 50 человек (26 мужчин и 24 женщины), безработных было 5 (3 мужчин и 2 женщины). Среди 17 неактивных 6 человек были учениками или студентами, 5 — пенсионерами, 6 были неактивными по другим причинам.